# Gabriel Langfeldt

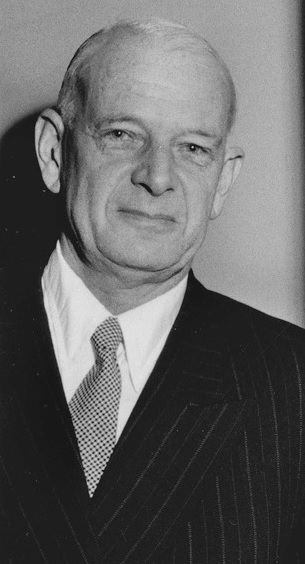
Gabriel Langfeldt.

Gabriel Langfeldt, född 23 december 1895 i Kristiansand, död 28 oktober 1983 i Oslo, var en norsk psykiater. Han vann internationellt anseende för sin forskning om schizofreni. Han var bror till Einar Langfeldt.
Langfeldt avlade studentexamen i Kristiansand 1914 och avlade medicinsk ämbetsexamen vid universitetet i Kristiania 1920. Han var kommunläkare i Lunde, Telemark fylke 1921–23, kandidat vid medicinska kliniken på Bærum sykehus 1923, förste underläkare vid Neevengården sykehus i Bergen 1923-29 och därefter polisläkare i Bergen till 1935. Han blev medicine doktor 1926 på en avhandling om endokrina körtlar och det autonoma nervsystemet vid schizofreni. År 1935 anställdes Langfeldt vid Psykiatrisk Klinikk, Universitetet i Oslo, och var 1940-65 som Ragnar Vogts efterträdare chef för nämnda klinik samt professor och överläkare. 
Till Langfeldts främsta arbeten hör avhandlingarna om förloppet vid schizofreni och de faktorer som påvarkar förloppet (1937), och om schizofreniforma psykoser (1939). Han skilde på "äkta schizofrenier" och en grupp lättare schizofreniliknande (schizofreniforma) psykoser, vid vilka en rad viktiga schizofrenisymtom saknades, något som fick betydande internationellt genomslag. 
Langfeldt var ordförande i Den rettsmedisinske kommisjon och  Norges på sin tid främste expert i rättspsykiatri. Han fick genom sina läroböcker i rättspsykiatri för läkare och jurister (1947) samt klinisk psykiatri (1951)  stort inflytande på norska och nordiska läkares kunskaper i psykiatri. Han var engagerad i samhällsdebatten i tidningar och tidskrifter och skrev, utöver sitt vetenskapliga författarskap, även en lång rad populärvetenskapliga böcker.
Langfeldt utnämndes 1945, tillsammans med Ørnulv Ødegård, till sakkunnig i psykiatri i samband med landssveksmålet mot författaren och nobelpristagaren Knut Hamsun. Det rättspsykiatriska utlåtandet gav då den omdiskuterade slutsatsen "varig svekkede sjelsevner". Langfeldt var också kritisk mot att Vidkun Quisling inte fick genomgå rättspsykiatrisk undersökning. 
Langfeldt var 1952–53 gästprofessor vid University of Illinois och 1960 besökte han en rad europeiska länder med stipendium från Norges almenvitenskapelige forskningsråd. Han var ordförande i Norsk Psykiatrisk Forening 1939–45 och hedersmedlem från 1965. Han invaldes som ledamot av Det Norske Videnskaps-Akademi 1941, blev hedersdoktor vid Helsingfors universitet 1966 och hedersmedlem av The Los Angeles Society for Neurology and Psychiatry.